# Obereopsis flaviventris
Obereopsis flaviventris är en skalbaggsart som beskrevs av Stefan von Breuning 1953. Obereopsis flaviventris ingår i släktet Obereopsis och familjen långhorningar.
Artens utbredningsområde är Zimbabwe. Inga underarter finns listade i Catalogue of Life.